# HD 207223
HD 207223，又名BD+16 4598，SAO 107395、HR 8330，是一颗恒星，视星等为6.21，位于銀經72.32，銀緯-27.05，其B1900.0坐标为赤經21h 42m 19.3s，赤緯+16° -27.05′ 55″。